# Liste des radios en Guyane
Pour un article plus général, voir Liste des stations de radio en France.
Cet article dresse la liste des radios en Guyane, la Guyane étant une région et un département d'outre-mer (DOM) français d'Amérique du Sud. Avec une superficie de 83 846 km2, la Guyane est le plus grand département français, la plus grande région de France (plus de 15 % de la surface de la France métropolitaine) et la moins peuplée après Mayotte. Le territoire guyanais fait partie des neuf régions ultrapériphériques (RUP) de l'Union européenne.

## Liste alphabétique
- Chérie FM Guyane (Cayenne)
- Fun Radio Guyane (Cayenne)
- Guyane La 1re (Remire-Montjoly) : depuis le 29 janvier 2018 ;  Guyane 1re de 2010 au 28 janvier 2018 ; RTF Radio-Cayenne de 1951 à 1964, ORTF Radio-Guyane de 1964 à 1975, FR3 Guyane de 1975 à 1982, RFO Guyane de 1982 à 1999, Radio Guyane de 1999 à 2010
- KFM (Cayenne) : depuis 1986
- Kikiwi FM (Cayenne)
- Média Tropique FM (Cayenne)
- Métis FM (Cayenne)
- Nostalgie Guyane
- Radio Guyane TV
- NRJ Guyane (Cayenne) : depuis 2006
- Ouest FM Guyane (Cayenne)
- Radio 2000 (Cayenne)
- Radio Bonne Nouvelle Guyane (Cayenne)
- Radio Fiiman Sten (Grand-Santi)
- Radio ITG (Cayenne)
- Radio JAM FM (Jeunesse Active Mirza) (Cayenne) : depuis 2010
- Radio Joie De Vivre (Cayenne)
- Radio La Gabrielle (Cayenne)
- Radio Laser (Cayenne)
- Radio Loisirs Guyane (Cayenne)
- Radio MIG (Cayenne)
- Radio Mission  Pionnière (Cayenne)
- Radio Mosaïque (Cayenne)
- Radio Ouassaille de Mana (Mana)
- Radio Pagani (Cayenne)
- Radio Putzle Guyane (Cayenne)
- Radio Saint-Gabriel (Cayenne)
- Radio Tour De l'Isle (Cayenne)
- Radio Tout'Moun (RTM) (Cayenne)
- Radio UDL (Saint-Laurent-du-Maroni)
- Radio USAS FM (Cayenne)
- RLM 100 (Saint-Laurent-du-Maroni)
- RTL2 Guyane (Cayenne)
- Trace.FM (Baie-Mahault) : depuis 1985
- Voix Dans Le Désert (Cayenne)
- Radio yanasalam (Cayenne)
- Radio saint gabriel (Cayenne)
- Wesh radio (Cayenne)
- radio péyi (Cayenne)